# Forcipomyia squamianulipes
Forcipomyia squamianulipes är en tvåvingeart som beskrevs av Tokunaga och Murachi 1959. Forcipomyia squamianulipes ingår i släktet Forcipomyia och familjen svidknott. Inga underarter finns listade i Catalogue of Life.